# Тольский Майдан
Тольский Майдан — село в Лукояновском районе Нижегородской области. Административный центр Тольско-Майданского сельсовета.

## География
Находится в юго-восточной части Нижегородской области, в зоне хвойно-широколиственных лесов, при автодороге Р158.

### Климат
Климат характеризуется как умеренно континентальный, с тёплым летом и холодной многоснежной зимой. Среднегодовая температура — 3,6 °C. Средняя температура воздуха самого тёплого месяца (июля) — 19,2 °C (абсолютный максимум — 39 °C); самого холодного (января) — −12,1 °C (абсолютный минимум — −44 °C). Безморозный период длится в среднем 210 дней. Среднегодовое количество атмосферных осадков составляет около 544 мм, из которых 372 мм выпадает в период с апреля по октябрь.

## История
Село образовалось в конце XVI столетия на месте мордовского поселения Ермензенки.
Наиболее раннее из известных упоминаний о Ермензенках в «Арзамасских поместных актах». Так за 1587 год № 38 сделана такая запись: «Раньше Ермензенки стояли на другом месте — на речке Пиченее, являющейся притоком Ежати». Через некоторое время образовалось два конца. Один получил название Маскалейка, другой Ермензенка.
Название характеризует место, где было основано село. Это выжженный участок в лесу, где постоянно что-то тлело или горело (морд. Тол — огонь).
Другим важным источником исторических сведений о Ермензенках является работа А. Гераклитова «Арзамасская мордва по писцовым и переписным книгам XVII—XVIII вв.». В ней указывается, что в 1675 году «мордовская деревня Ермензенки со всеми угодьи и бортными ухожьи отдана гостю Семену Сверчкову на будные станы на поташное и смольчужное дело и велено ему той деревнею со всеми угодьи владеть против записи, какову ему дали мордва деревни Ермензенки».
К этому времени деревня Ермензенки «запустела». Причины запустения — частые неурожаи. В сказке выборных людей от бортников и мордвы Залесного стана говорилось: «… те де починки ныне пусты: мордва… разбежалась от хлебного недорода, от податей». Поэтому «…жители отдали по записи свои земли… с условием, что Сверчков станет платить за них причитающиеся по окладу платежи».
«Доход Сверчков платил в хлебный приказ, а осьмую бочку поташа брал себе». По имени Сверчкова и село, как об этом говорит предание, стали называть Сверчков Майдан.
"Об удельном весе Сверчкова, помимо принадлежности его к привилегированному сословию московских купцов, говорит то, что в 1681 году в счет причитающейся по уговору с казной «осьмой» бочки от него принято на Арзамасских будных станах 1247 пудов поташа и 599 пудов смольчуга. Таким образом, даже не принимая в расчет весьма вероятного с его стороны сокрытия истинных размеров производства, за этот год на его заводах было выделано не менее 10 тысяч пудов поташа и до 5 тысяч пудов смольчуга.
Свое настоящее имя село получило, по свидетельству Л. Трубе, от мордовского слова «тол» (огонь) — Толь-Майдан или Огнев Майдан. Название Огнев Майдан встречается на некоторых старых картах.
«Название Василев Майдан, Огнев Майдан, Учуев Майдан и других двадцати трех сел и деревень в Правобережной Волге происходит от арабского слова „майдан“ — место, площадь. В прошлом это название давалось, в частности, местам поташного (будного) производства, которым Нижегородский уезд особенно выделялся, в XVII веке он был главным центром производства поташа в России. Отсюда понятна многочисленность населенных пунктов в Горьковской области с таким названием».
Первое поселение находилось в центре села по склону небольшого холма, окруженного лесом и было здесь несколько рубленных деревянных избушек, положивших начало Тольскому Майдану. Сейчас здесь стоит здание средней школы, а до неё на этом месте стояла сельская церковь с прилегающем к ней кладбищем.
Окрестности села были заняты сплошными лесами, где водилось много различной дичи. Поэтому жители села занимались охотой, а также бортничеством (сбором меда диких пчел). Однако основным занятием населения было земледелие, которое оставалось переложным. Увеличивающееся население сводило лес для производства поташа, а землю разрабатывало под пашню. Все постройки в селе были сделаны из леса, который брали в километре от села. Церковь, построенная в 1787 году, строилась из леса, взятого в Песочной — так называется овраг к востоку от села, приток Москалейки. Долгое время в церкви служил дьяконом дед Николая Александровича Добролюбова, а в 1812 году в Тольском Майдане родился отец будущего литературного критика и публициста — Александр Иванович Добролюбов. Именно из Тольского Майдана А. И. Добролюбов для получения образования переехал в Н.-Новгород.
Первое упоминание о тольскомайданской церкви относится к 1799 году. В быту церковь называлась «Троицкой», а полнее её название таково «Церковь живоначальные троицы».
До настоящего времени сохранилась карта земельного пользования крестьян Тольского Майдана, снятая с натуры в 1863 году. Всего крестьянам и церкви принадлежало удобной земли 5682 десятины, в том числе: усадебной — 238 десятин, пахотной — 49, 65 десятин, сенокосу — 469 десятин и лесу 10 десятин. Однако лучшие земли принадлежали церкви. В нескольких местах карты земельного пользования имеются пометки ПЦЗ (приходско-церковные земли). И поныне сохранились названия отдельных участков, как например «попова пашня». Это были самые лучшие и плодородные участки, а малоплодородные земли находились в пользовании крестьян. Правда крестьяне Т.-Майдана никогда не знали помещичьей кабалы, они были избавлены от самодурства и произвола барина. Относились они к разряду государственных или «черносошных» и платили подати в государственную казну.
Очень большую роль в занятии населения играло поташное производство. Поташ (К2 СO3) — техническое название калия углекислого — ценнейший продукт для изготовления стекла. Получают его из золы выпариванием и отделением его oт нерастворимых примесей. После просушивания полученной при выпаривании соли, её вновь растворяли, а затем вновь выпаривали. После этого получали готовый продукт — поташ.
О количестве населения имеются такие данные: в 1628 году в Ермензенках было 35 дворов, в 1641 — 30, в 1646 году — 21 двор и 38 человек жителей. По книгам 1628 года их земельные угодья составляли: пашни паханой — 120 десятин в поле, перелогу — 145 десятин, сена — на старом селище на речке Пиченее — 1200 копен и на Ежатских вершинах — 1500 копен. То же и по дозору 1641 года. В документе приводятся данные по окладным платежам, которые ермензенцы платили государству.

## Население
| 2002 | 2010 |
| ---- | ---- |
| 846  | ↘739 |

## Инфраструктура
Личное подсобное хозяйство.
Основа экономики — сельское хозяйство.
Тольскомайданская основная школа, при ней детсад. Тольско-Майданский фельдшерско-акушерский пункт

## Транспорт
Село доступно автотранспортом. Остановки общественного транспорта «Тольский Майдан-1», «Тольский Майдан-2».